# John Laurinaitis
John Joseph Laurinaitis (31 de julio de 1962) es un exluchador profesional estadounidense. A lo largo de su carrera, ha luchado bajo el nombre de Johnny Ace.
En su etapa por WWE, Laurinaitis trabajó en la oficina de relaciones con el talento durante ocho años y como luchador profesional ocasional desde 2011 hasta 2012. Después de su despido en la pantalla, renunció a su rol corporativo tras bambalinas para convertirse en productor. Fue ascendido nuevamente a Jefe de Relaciones con el Talento en 2021 hasta su liberación en 2022.

## Carrera

### Florida Championship Wrestling (1986)
John Laurinaitis empezó su carrera en el año 1986 bajo el nombre de Johnny Ace. Primero entró a luchar en Florida Championship Wrestling e hizo equipo frecuentemente con su hermano The Terminator.

### National Wrestling Alliance (1986-1990)
Después, pasó a la empresa National Wrestling Alliance y formó un equipo con Shane Douglas denominado The Dynamic Dudes. Ellos fueron dirigidos por Jim Cornette y este equipo tuvo una rivalidad con The Midnight Express (Bobby Eaton y Stan Lane).

### All Japan Pro Wrestling (1990-2000)
Laurinaitis dejó la NWA y se dedicó a trabajar en All Japan Pro Wrestling en el año 1990. Tuvo varios combates en pareja, haciendo equipo con otros luchadores como Dan Spivey, Kenta Kobashi, Steve Williams y Mike Barton.
En el año 2000, anunció su retiro oficialmente de la lucha libre profesional después de dejar la empresa de All Japan Pro Wrestling y de Pro Wrestling Noah. 

### World Championship Wrestling (2000-2001)
Ese mismo año, entró a trabajar en la World Championship Wrestling (WCW) donde reemplazó a Vince Russo en su segmento de entrevistas. 

### World Wrestling Federation / Entertainment / WWE (2001-2022)

#### 2001-2011
En el año 2001, Laurinaitis fue despedido de la WCW después de que Vince McMahon compró los derechos de la empresa, por lo tanto, se convirtió en agente de la World Wrestling Federation. 
En el año 2004, Laurinaitis fue nombrado Vicepresidente Ejecutivo de las Relaciones de Talentos de la WWE, luego en 2007, se convirtió en Señor Vicepresidente de las Relaciones de Talentos. En 2009, volvió a ser Vicepresidente Ejecutivo de las Relaciones de Talentos.
El 27 de junio de 2011, en el episodio de RAW, el nombre de Laurinaitis fue mencionado por CM Punk durante su promo que hizo criticando a varios exluchadores que trabajaron en la WWE. Además, Punk insultó a la Familia McMahon por el mal trato que recibía, después de dichas acciones, Punk fue suspendido indefinidamente.
Laurinaitis se presentó en el evento Money in the Bank e iba a detener la lucha por órdenes de Mr. McMahon, pero fue atacado por John Cena, debido a esa distracción, Cena perdió el Campeonato de la WWE contra CM Punk.

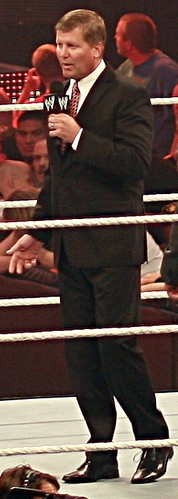
Laurinaitis en 2011.

En la edición del 1 de agosto, en RAW, Laurinaitis interrumpió a Triple H, diciendo que John Cena no merecía tener el campeonato y lo obligó a que dejara el título vacante, pero Triple H no se lo permitió y se marchó del cuadrilátero. La semana siguiente, Laurinaitis se presentó junto con Triple H para la firma del contrato entre CM Punk y John Cena para el evento SummerSlam. Después de que hayan firmado, Cena tiró la mesa e iba a pelear contra Punk, pero fueron detenidos por Laurinaitis. Habló con Cena, y Punk aprovechó para aplicarle una patada en la espalda, cerca del cuello, causando que Cena accidentalmente golpeara a Triple H.
En la edición del 15 de agosto, en RAW, recibió un mensaje de texto por parte de Triple H y decía que Kevin Nash regresó en SummerSlam y que atacó al ganador del Campeonato Indiscutible, CM Punk; luego de su ataque Alberto Del Rio aprovechó y usó su maletín de RAW Money in the Bank, ganando el Campeonato rápidamente.
El 22 de agosto, en RAW, Laurinaitis habló con Triple H sobre el caso de Kevin Nash, debido al accidente que sufrió en el parqueo (que en realidad fue mentira de Nash). Después de conversar con Laurinaitis, Triple H se fue del escenario directamente hacia el hospital. En el evento central del programa, se pactó una lucha entre John Cena contra CM Punk, para determinar el aspirante #1 al Campeonato de la WWE; durante el combate, Nash apareció y distrajo a Punk costándole su lucha, ganando Cena.
Durante la edición del 19 de septiembre, en RAW Super Show, Laurinaitis estuvo esperando la llegada de R-Truth y The Miz debido a que tenían que hablar con Triple H por la intervención que tuvieron en el evento Night of Champions. Después del programa, Truth y Miz fueron despedidos (Kayfabe). El 26 de septiembre, durante el episodio de RAW, Laurinaitis habló con David Otunga para convencer a unos luchadores para que estuvieran en contra del trabajo que desempeñaba Triple H como Jefe De Operaciones. En esa misma semana, en la edición de SmackDown, Laurinaitis y Otunga convencieron a Cody Rhodes, Dolph Ziggler, Jack Swagger y a Vickie Guerrero para discutir del tema.
En la edición del 10 de octubre en RAW SuperShow, Vince McMahon anunció que Laurinaitis es el nuevo Gerente General Interino de RAW. Sus primeras medidas fueron despedir a Jim Ross y recontratar a R-Truth y a The Miz, volviéndose heel. Durante el programa, Laurinaitis interfirió en la lucha entre Alberto del Río y CM Punk, convirtiendo el combate en uno de parejas, ellos mismos contra R-Truth y The Miz. Durante éste, Del Rio abandonó el ring y dejó a Punk solo, entonces Miz y Truth lo golpearon hasta provocar la descalificación de ambos, hasta que llegó Triple H y ayudó a Punk. Debido a esto, Laurinaitis pactó una lucha entre R-Truth y The Miz contra CM Punk y Triple H en Vengeance. En las siguientes semanas, el público le pedía a Laurinaitis que le devolviera el trabajo a Jim Ross, el cual aceptó y lo hizo, pero en esa misma noche le dijo a Ross que iba a participar en una lucha en parejas con John Cena contra Alberto del Río y Michael Cole y si no ganaba, no sería comentarista de la marca. Sin embargo, la lucha la ganaron Ross y Cena. La siguiente semana, detuvo a The Miz y a R-Truth de un ataque en contra de John Cena. El 28 de noviembre, en la edición de RAW, Laurinaitis le dijo a Alberto Del Rio que si Punk era descalificado de la lucha, Del Rio sería campeón, pero el plan no funcionó, ganando Punk la lucha y reteniendo el Campeonato de la WWE. El 12 de diciembre, durante los Slammy Awards, Punk le hizo un tributo a Laurinaitis; en esa misma noche, Punk fue atacado por The Miz y por Alberto del Río y como consecuencia, no pudo ir a recoger el premio de Superestrella del año, así que fue Laurinaitis a aceptar el Slammy.
El 26 de diciembre, en RAW, Laurinaitis le dijo a Punk que iba a luchar en un Gauntlet Match, y si derrotaba a esos tres luchadores, se enfrentaría a Laurinaitis, pero si perdía, el ganador recibiría una oportunidad por el Campeonato de la WWE la semana siguiente. Durante la lucha, Punk derrotó a Jack Swagger pero perdió ante Dolph Ziggler debido a una distracción de Laurinaitis.

#### 2012

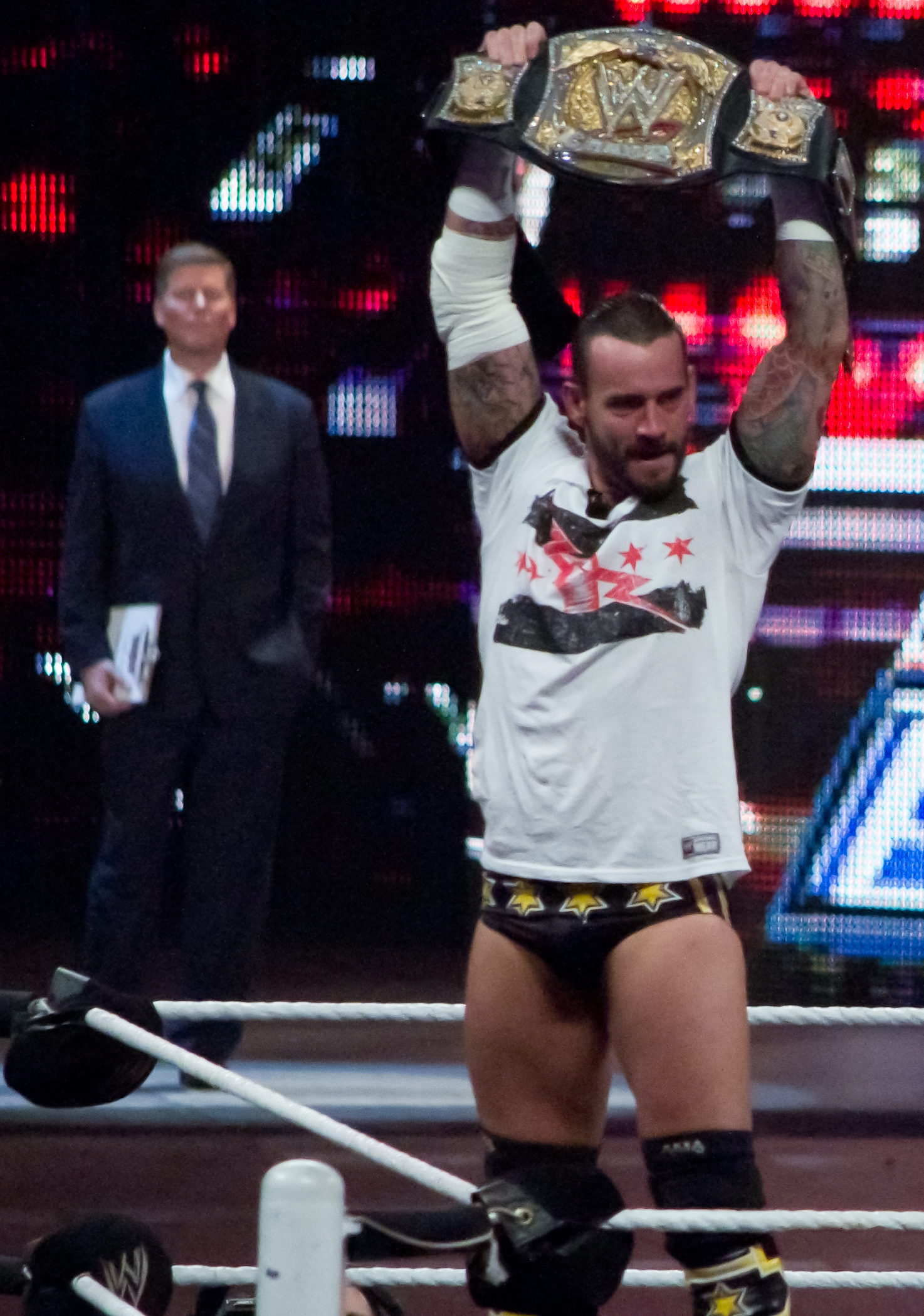
Laurinaitis durante su feudo con el Campeón de la WWE, CM Punk, a finales del 2011 e inicios del 2012.

El 2 de enero, en la edición de RAW, Punk perdió contra Ziggler por conteo fuera del ring, debido a otra distracción de Laurinaitis y como consecuencia, Punk retuvo el título. Después de la lucha, Laurinaitis dijo que en el evento Royal Rumble, Punk se enfrentará a Ziggler por el Campeonato, y que él mismo va a estar como árbitro especial de la lucha. El 9 de enero, en RAW, Punk se enfrentó a Jack Swagger y estipuló que si Punk perdía, Swagger y Vickie Guerrero podrán estar cerca de Ziggler durante el combate en el evento, pero si ganaba, sucedería todo lo contrario. Al final ganó Punk, y como resultado, Swagger ni Guerrero estarán con Ziggler. La semana siguiente, el 16 de enero, Laurinaitis le negó a Mick Foley en participar para la lucha de Royal Rumble. Esa misma noche, pactó una lucha entre CM Punk, Daniel Bryan y Chris Jericho contra Mark Henry, David Otunga y Dolph Ziggler. Durante la lucha, Bryan, Jericho y Henry abandonaron el combate, y llegó Foley para ayudar a Punk y los ganadores fueron estos últimos. Después de la lucha, llegó Laurinaitis y revirtió el resultado del combate; así que los ganadores fueron Dolph Ziggler y David Otunga. Luego de eso, Punk le reclamó a Laurinaitis y se marchó del ring muy molesto. Luego Foley le dijo que aceptara en que le iba a hacer trampa a Punk, después de eso lo admitió y dijo que estaba cansado de ser intimidado por todos los luchadores de la marca y atacó a Foley con el micrófono. Además, afirmó que muy pronto será el Gerente General de RAW permanentemente. El 23 de enero, en la edición de RAW, el personal administrativo cree que Laurinaitis se está abusando del poder como Gerente y será evaluado por el Jefe De Operaciones (COO) Triple H y cuando el COO tenga una conclusión, decidirá si Laurinaitis quedará siendo Gerente General de la marca o si será relevado del cargo. En Royal Rumble, fue árbitro especial de la lucha entre CM Punk y Dolph Ziggler, la cual ganó Punk. El 30 de enero, en la edición de RAW, Triple H iba a evaluar a Laurinaitis pero fue interrumpido por The Undertaker, quien hizo su regreso. El estado de Laurinaitis queda en duda aún. En el episodio de RAW el 6 de febrero dijeron que se haría una junta directiva para ver si John Laurinaitis seguirá siendo General Manager Interino de RAW o ya no lo será. Al día siguiente la junta directiva decidió no despedir a John Laurinaitis por lo tanto sigue siendo General Manager Interino de RAW. En el evento Elimination Chamber, Laurinaitis habló con Alberto del Río, Mark Henry y Christian, quienes hicieron su regreso, para que el Gerente General de SmackDown Theodore Long, sea relevado de su cargo y para que Laurinaitis tome el cargo de él. El 27 de febrero, en RAW, Laurinaitis inició una rivalidad con Theodore Long y el 5 de marzo, Long tomó el control de RAW para ese día. En esa semana, en la edición de SmackDown, Laurinaitis luchó contra Long, en la que si Long perdía Aksana tendría que luchar contra Kane, donde salió derrotado. Pero, a pesar de eso, en la lucha de 6 contra 6 por equipos de Wrestlemania 28, su equipo (David Otunga, Ziggler, Swagger, Drew Mcintyre, Mark Henry y The Miz) consiguió alzarse con la victoria; lo que le permitió tomar el control de Raw y Smackdown como Gerente General tal y como decía la estipulación que había marcado la junta directiva de la WWE. Tras esto se vengó de Theodore Long a quien le puso en puestos humillantes. El 23 de abril, en RAW, Laurinaitis asignó a Eve Torres como Administradora Ejecutiva de las marcas RAW y SmackDown. El 30 de abril, en RAW, Laurinaitis anunció que él mismo se enfrentará a John Cena para el evento Over the Limit. Luego de eso, Laurinaitis atacó a Cena con una silla de acero (quien estaba lesionado) y con ayuda de Lord Tensai y Sakamoto. Días antes de Over The Limit, despidió a Big Show tras acusarlo de haberlo ofendido. En Over the Limit, venció a John Cena gracias a la intervención del mismo Big Show, por lo cual se inició un feudo entre Cena y The Big Show, que los llevó a una pelea en No Way Out, donde Cena se llevó la victoria, como resultado Mr. McMahon lo despidió (Kayfabe). Antes de ser despedido Laurinaitis logró anunciar el evento principal de la noche siguiente en RAW en donde hizo equipo con Big Show y David Otunga para enfrentar a John Cena en una lucha en desventaja, sin embargo Big Show y Otunga abandonaron a Laurinaitis en la lucha por lo cual fue derrotado por Cena tras recibir tres Attitude Adjustment y un STF simultáneamente.

#### 2013-2022
Después de mucho tiempo fuera de las cámaras, regresó en las grabaciones de SmackDown del 26 de marzo del 2013 (trasmitido el 29 de marzo) interviniendo en una promo de The Rock, en donde le decía que le ayudaría a derrotar a John Cena en WrestleMania 29, pero fue atacado al final con una Spinebuster y con el People's Elbow. Poco después regreso en el evento de WWE Live. Laurinaitis participó en el evento que se llevó a cabo el sábado 21 de septiembre en Hidalgo, Texas. Su aparición fue ejerciendo el papel de autoridad que usualmente era ostentado en ese entonces por Brad Maddox, donde obligó a Big Show a ser testigo del combate entre Daniel Bryan y Randy Orton con la orden expresa de no intervenir en la lucha o de lo contrario no recibirá su paga como superestrella. Hizo una aparición especial el 24 de noviembre en Survivor Series en un segmento con Los Matadores, Santino Marella, R-Truth y Fandango. Fue designado como presentador del premio al debutante del año en los Slammy Awards el 9 de diciembre en Raw, siendo los ganadores de dicho premio The Shield.
Laurinaitis hizo otra aparición en el SmackDown's 15th Anniversary Special el 10 de octubre de 2014 en SmackDown en el que formó un equipo para enfrentar el equipo de Teddy Long para determinar al mejor gerente general de SmackDown de la historia. La lucha fue ganada por el equipo de Teddy Long. Hizo otra aparición en los Slammy Awards en diciembre.
El 28 de marzo de 2015 hizo una aparición en la ceremonia del Salón de la Fama de la WWE 2015, donde introdujo a The Bushwhackers.
El 20 de junio de 2016, Laurinaitis realizó una nueva aparición en Monday Night RAW, siendo una de las personas que trataron de convencer a Shane McMahon para controlar uno de los dos programas principales de la WWE, Monday Night RAW o SmackDown, pero Shane se negó a darle el poder de las dos marcas.
El 22 de enero de 2018, Laurinaitis fue uno de los invitados que apareció en el escenario durante el episodio del 25 ° aniversario de  Raw .
El 10 de mayo de 2020, Laurinaitis apareció en un breve segmento en el evento  Money In The Bank.
En julio de 2022, Laurinaitis salió de la compañía luego del escándalo de Vince McMahon en el que también se vio involucrado siendo reemplazado en sus labores por Triple H.

## Vida personal
Laurinaitis es hermano de Road Warrior Animal y también del exluchador Marcus Laurinaitis, quien formó un equipo llamado The Wrecking Crew (Terminator / Fury). Laurinaitis tiene un sobrino, llamado James Laurinaitis (hijo de Road Warrior Animal) y trabaja actualmente como linebacker del equipo de fútbol americano St. Louis Rams.
En septiembre de 2015, Laurinaitis se comprometió con Kathy Colace, la madre de The Bella Twins y la suegra de Daniel Bryan.

## Campeonatos y logros
- All Japan Pro Wrestling

- AJPW All Asia Tag Team Championship (2 veces), con Kenta Kobashi
- AJPW Unified World Tag Team Championship (4 veces), con Kenta Kobashi (2), Mike Barton (1), y Steve Williams (1)

- Championship Wrestling from Florida

- NWA Florida Tag Team Championship (6 veces) con The Terminator

- International Championship Wrestling Alliance

- ICWA Florida Heavyweight Championship (1 vez)

- Oregon Wrestling Federation

- OWF Heavyweight Championship (1 vez)

- WWE

- Slammy Award for WWE.com Exclusive of the Year (2011) – congratulating CM Punk

- Pro Wrestling Illustrated

- Situado en el Nº203 en los PWI 500 de 2003

- Wrestling Observer Newsletter awards
  - Lucha de 5 Estrellas (1995) con Steve Williams vs. Mitsuharu Misawa y Kenta Kobashi el 4 de marzo
  - Lucha 5 Estrellas (1996) con Steve Williams vs. Mitsuharu Misawa y Jun Akiyama el 7 de junio
  - Lucha del Año (1996) con Steve Williams vs. Mitsuharu Misawa y Jun Akiyama el 7 de junio
  - Peor Lucha del Año (2012) vs. John Cena el 20 de mayo